# Грос-Морн (национальный парк)
Грос-Морн, Гро-Морн (англ. Gros Morne National Park) — национальный парк, расположенный на острове Ньюфаундленд, Канада. Площадь — 1,8 тыс. км². Основан в 1973 году. Внесён в список объектов всемирного наследия ЮНЕСКО.
Грос-Морн известен своими разнообразными ландшафтами, сочетанием ледниковых долин, утёсов, высокогорных плато, водопадов, фьордов и озёр. В парке можно наблюдать явление дрейфа континентов. В результате движения континентов на поверхность вышли породы мантии Земли. Назван по имени горы Грос-Морн, находящейся на территории парка.
На территории национального парка широко распространены лось, барибал, американский беляк, обыкновенная лисица, песец, красная белка, канадская рысь, карибу, канадская выдра, канадский бобр и др.

## Геология
Глобальный стратотип (GSSP) тремадокского яруса и всей ордовикской системы установлен в разрезе Грин-Пойнт (англ. Green Point) на территории парка.

## Галерея

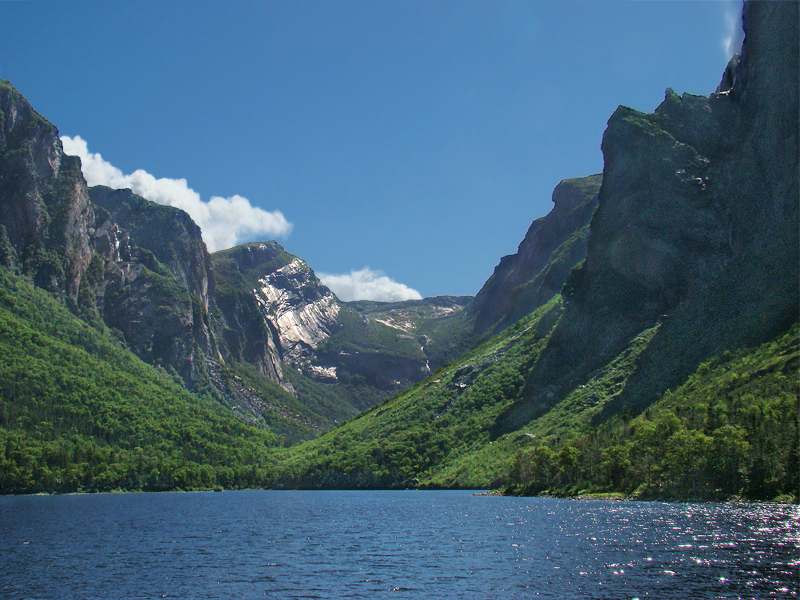
Озеро Уэстерн-Брук-Понд
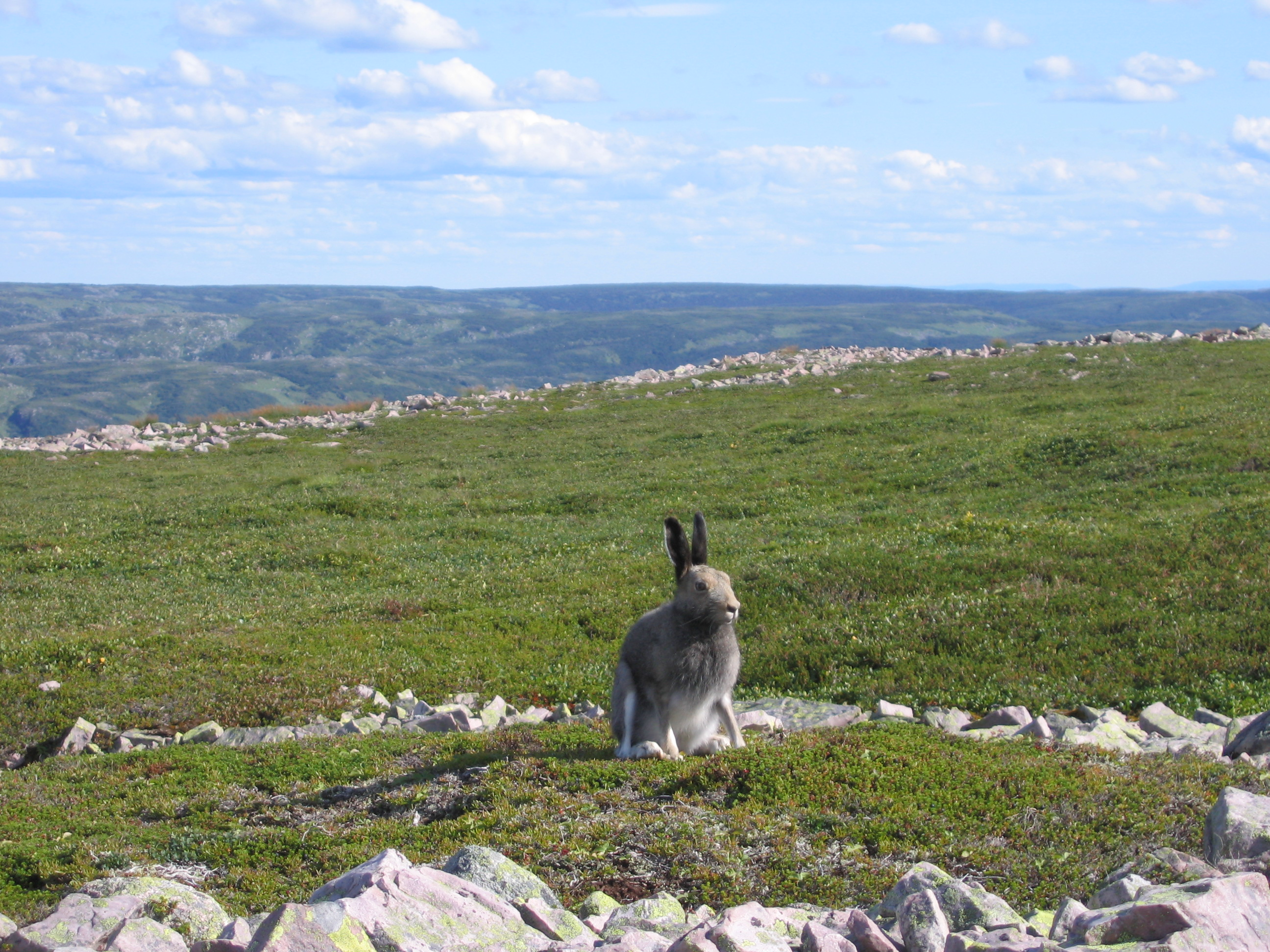
Заяц
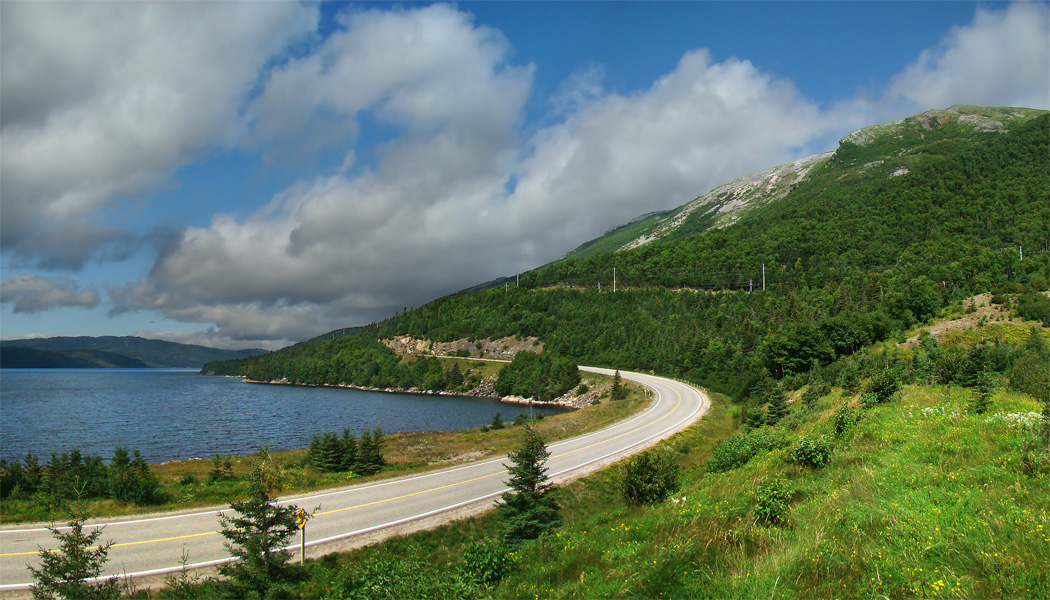
Одна из трасс на территории парка
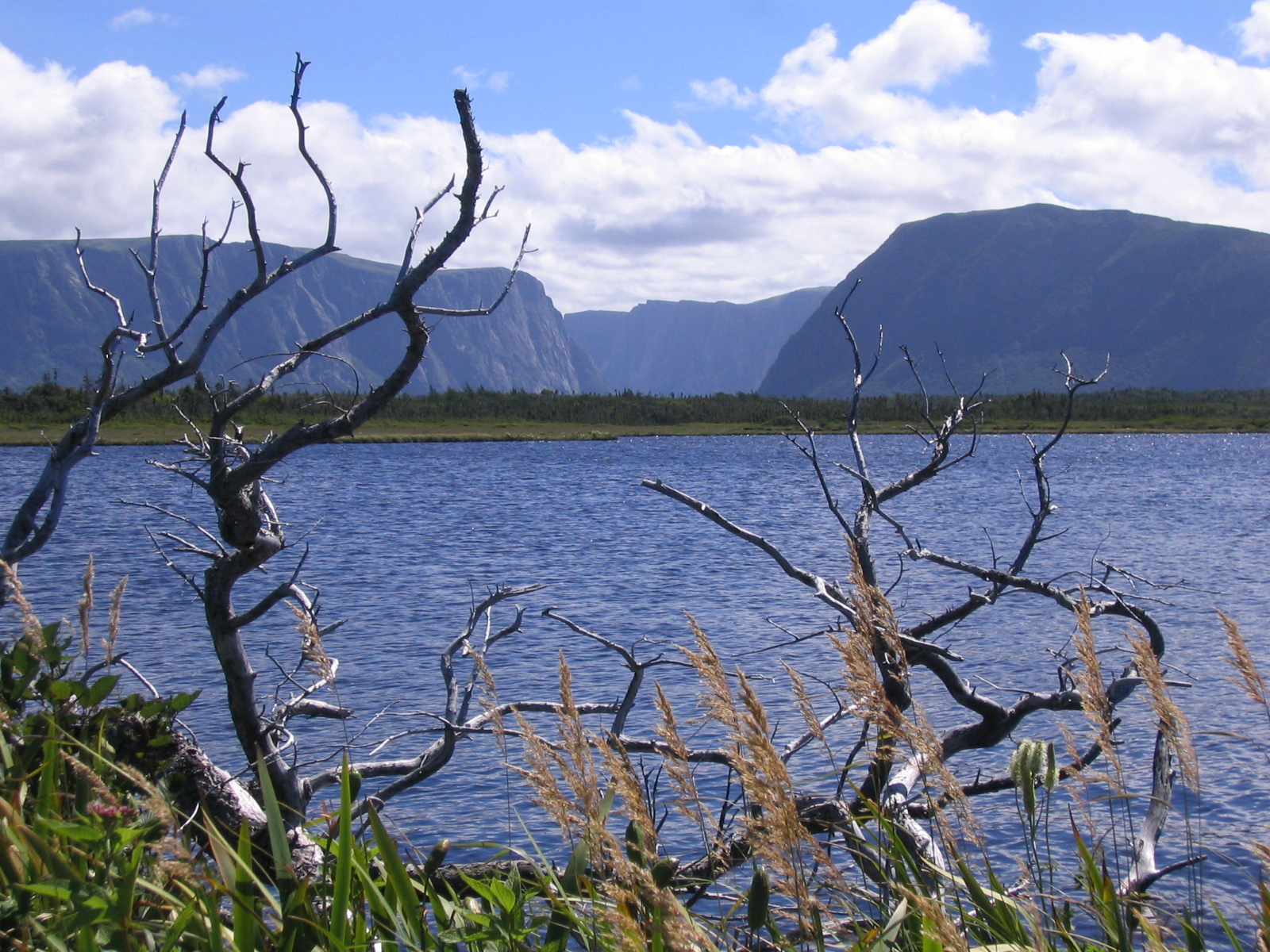
Озеро Уэстерн-Брук-Понд
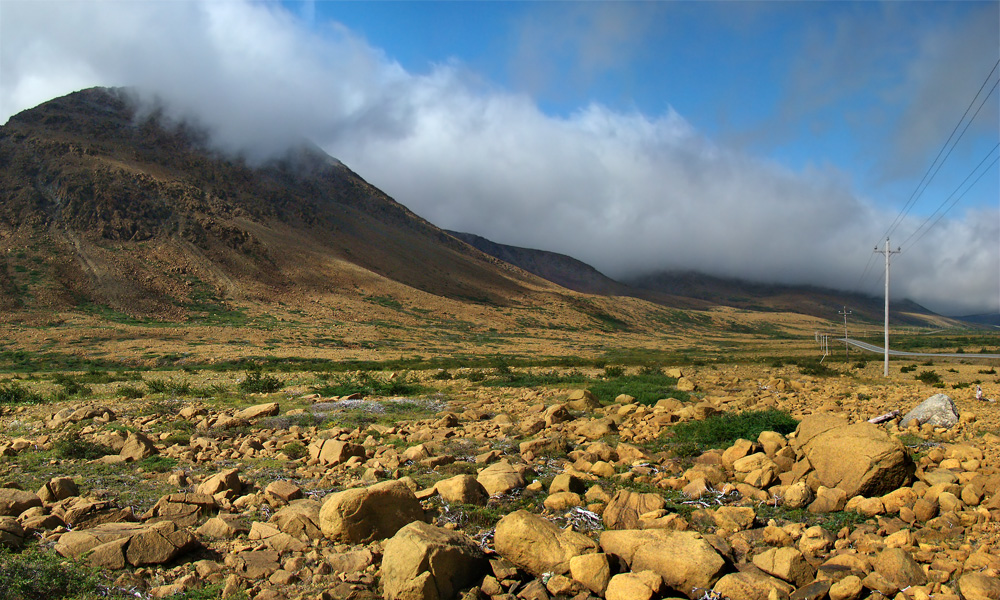
Моренный ландшафт
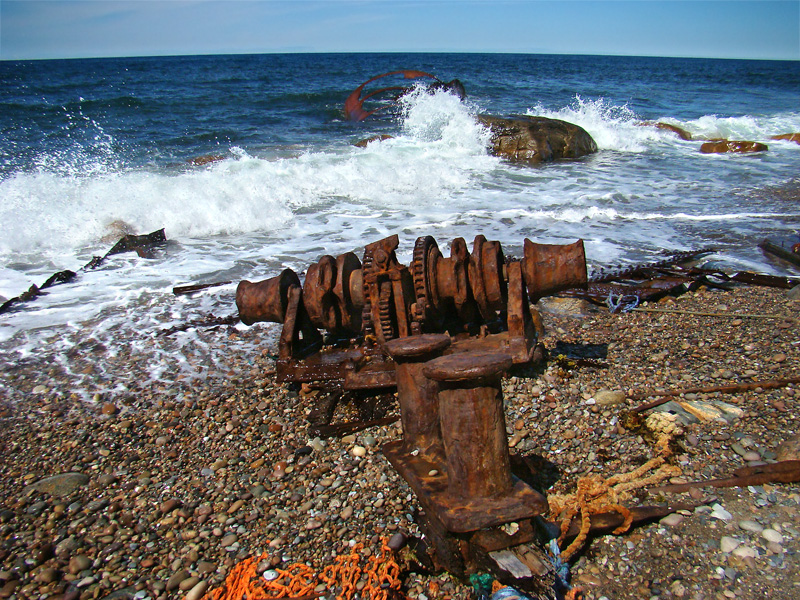
Побережье океана
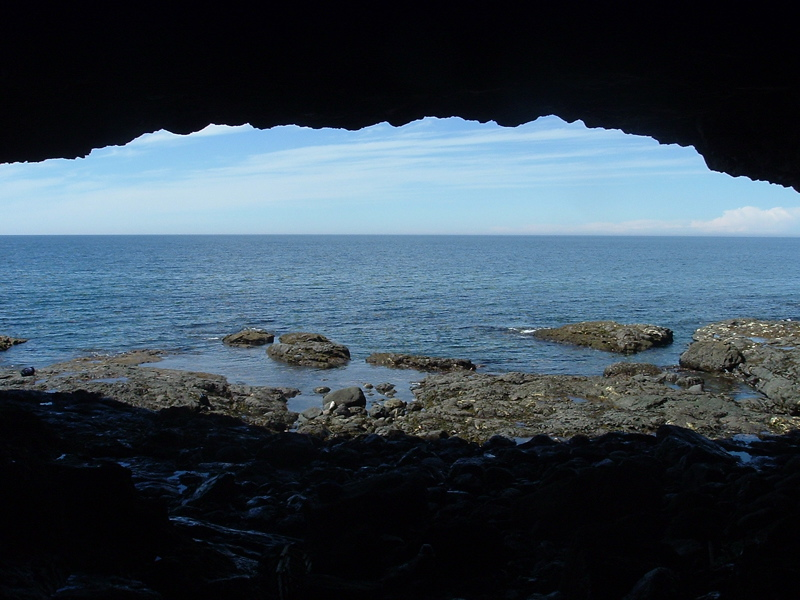
Вид из пещеры на морском берегу
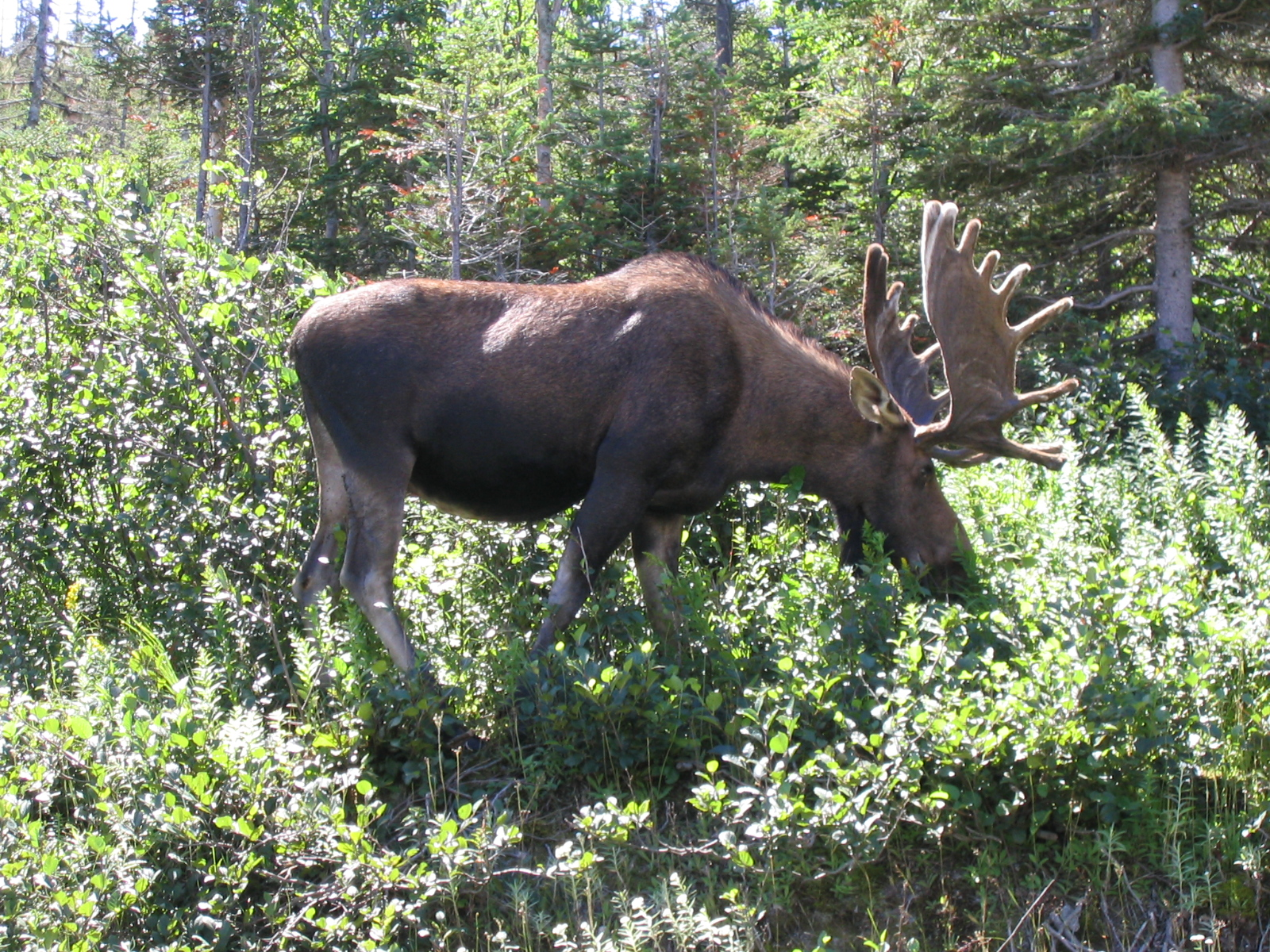
Лось
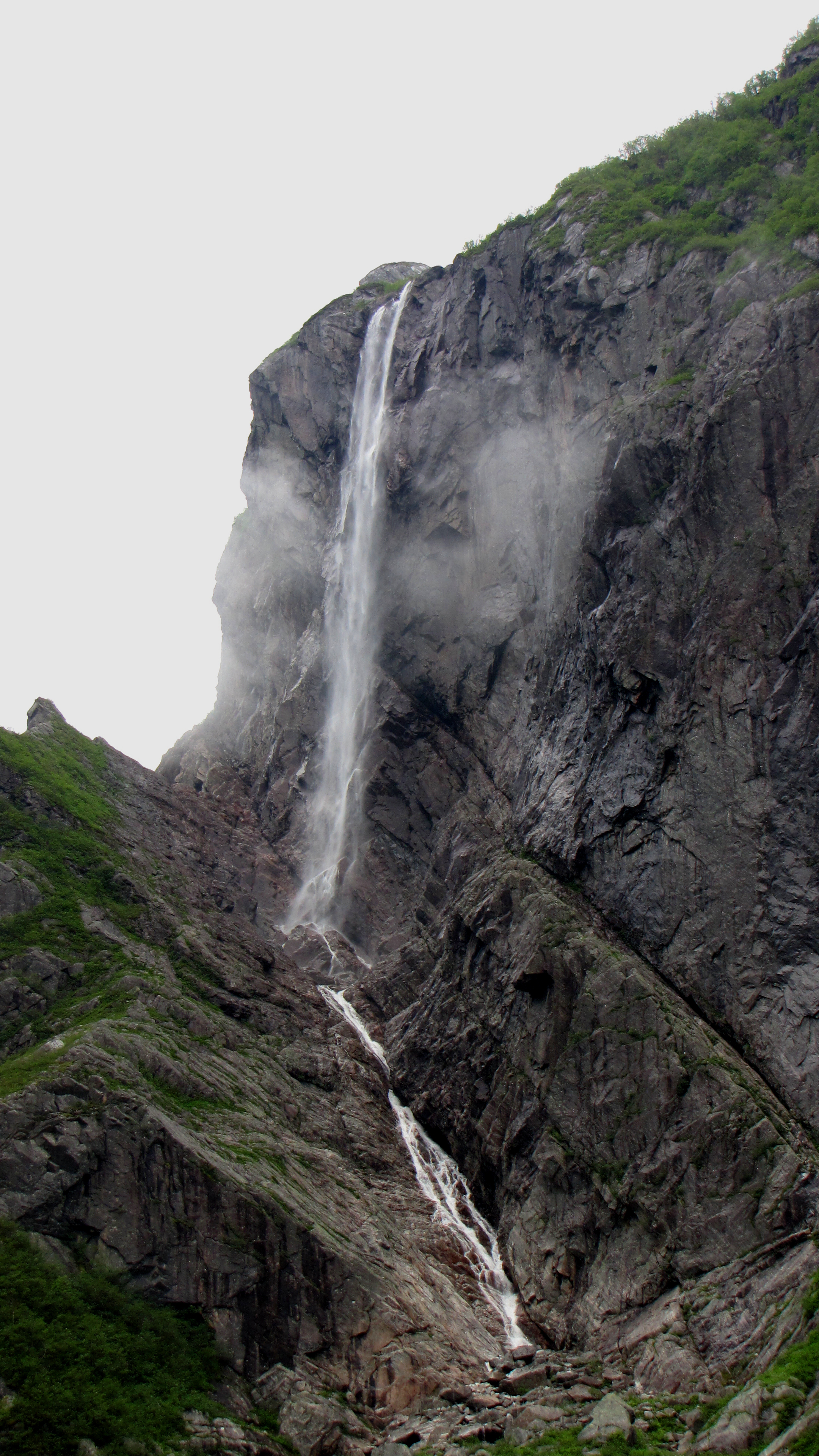
Водопад Pissing Mare Falls